# Medina (sångare)
För musikgruppen, se Medina (musikgrupp).
Medina Danielle Oona Valbak, född Andrea Fuentealba Valbak 30 november 1982 i Århus, Danmark, är en dansk dance-, R&B-, hiphop-sångare och låtskrivare. Hon är känd under artistnamnet Medina.

## Biografi
Medina växte upp i Risskov, Århus med en dansk mor och en chilensk far, en äldre bror och en yngre syster. Inför satsningen på musikkarriären fick hon av en numerolog rådet att ändra sitt namn för "bättre harmonisering med hennes personlighet", varför hon 2005 bytte ut nästan hela sitt ursprungliga namn och därmed också skapade sitt artistnamn. Då hon flyttat till Köpenhamn för att söka en väg inom musiken blev hon upptäckt av producentduon Providers, som valde att satsa på henne. Efter debutalbumet Tæt på 2007 fick hon sitt genombrott med singeln Kun for mig och albumet Välkommen till Medina 2009 och har sedan dess blivit en av Danmarks mest skivsäljande artister. År 2011 inledde hon en utlandslansering i främst Europa och Nordamerika med de engelskspråkiga albumen Welcome to Medina (2011) och Forever (2012). Inte minst singeln "You & I" har fått stor framgång utomlands.
2016 började hon, som dotter till en chilensk flykting, engagera sig i flyktingfrågan i Danmark och startade i samverkan med Folkekirkens nödhjälp bland annat organisationen Mevation för att i första hand intressera unga danskar för ett positivt engagemang i frågan. Hennes kontroversiella engagemang har väckt mycket debatt i hemlandet, varför också Danmarks Radio i augusti 2016 gjorde ett tv-program med henne på resa till flyktingläger i Jordanien. Hon förlovade sig även med fotomodellen Sebastian Lund.

## Diskografi

### Album
- 2007 – Tæt på
- 2009 – Velkommen til Medina
- 2011 – Welcome to Medina
- 2012 – For altid
- 2012 – Forever
- 2014 – Tæt på – Live
- 2016 – We Survive

### Singlar

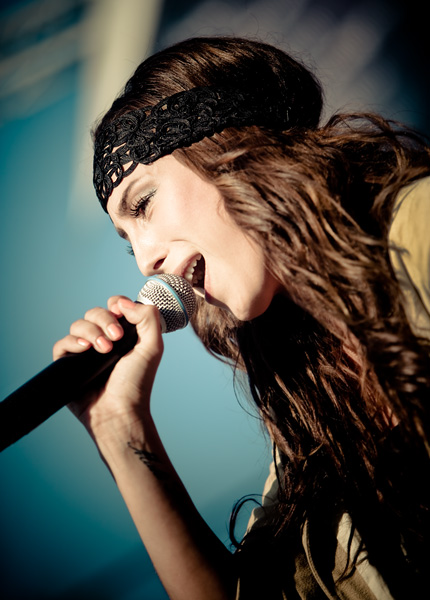
Medina under konsert i Århus, 2009.

| 2007                                                                                | "Flå" (feat. Ruus)             | —  | —  | —  | —  | —  | —  |                  | Tæt på                                 |
| 2007                                                                                | "Et øjeblik" (feat. Joe True)  | —  | —  | —  | —  | —  | —  |                  | Tæt på                                 |
| 2007                                                                                | "Satser alt"                   | —  | —  | —  | —  | —  | —  |                  |                                        |
| 2007                                                                                | "Alene"                        | —  | —  | —  | —  | —  | —  |                  | Tæt på                                 |
| 2008                                                                                | "Okay" (Artmus Remix)          | —  | —  | —  | —  | —  | —  |                  |                                        |
| 2008                                                                                | "Kun for mig"                  | 1  | —  | —  | —  | —  | —  | DEN: 3 x Platina | Velkommen til Medina                   |
| 2009                                                                                | "Kun for mig" (feat. Burhan G) | —  | —  | —  | —  | —  | —  |                  |                                        |
| 2009                                                                                | "Kun for dig" (feat. L.O.C.)   | 1  | —  | —  | —  | —  | —  | DEN: 2 x Platina | Velkommen til Medina (Special Edition) |
| 2009                                                                                | "Velkommen til Medina"         | 1  | —  | —  | —  | —  | —  | DEN: Platina     | Velkommen til Medina                   |
| 2009                                                                                | "Ensom"                        | 2  | —  | —  | —  | —  | —  | DEN: Platina     | Velkommen til Medina                   |
| 2010                                                                                | "Vi to"                        | 2  | —  | —  | —  | —  | —  | DEN: Platina     | Velkommen til Medina                   |
| 2011                                                                                | "For altid"                    | 1  | —  | —  | —  | —  | —  |                  |                                        |
| Engelska singlar                                                                    |                                |    |    |    |    |    |    |                  |                                        |
| 2010                                                                                | "You and I"                    | 23 | 25 | 10 | 42 | 30 | 39 |                  | Welcome to Medina                      |
| 2010                                                                                | "Lonely"                       | —  | 46 | 26 | —  | —  | —  |                  | Welcome to Medina                      |
| 2010                                                                                | "Selfish"                      | —  | —  | —  | —  | —  | —  |                  | Welcome to Medina                      |
| 2010                                                                                | "Addiction"                    | 1  | —  | 59 | —  | —  | —  | DEN: Platina     | Welcome to Medina                      |
| 2011                                                                                | "Gutter"                       | 8  | —  | 43 | —  | —  | —  |                  | Welcome to Medina                      |
| "—" betyder att låten ej kom in på listan eller att den inte släpptes i det landet. |                                |    |    |    |    |    |    |                  |                                        |

### Som gästartist
| 2009                                                                                | "100 dage" (feat. Thomas Helmig) | 1 | DEN: Platina | Tommy Boy |
| 2009                                                                                | "Mest ondt" (feat. Burhan G)     | 1 | DEN: Platina | Burhan G  |
| "—" betyder att låten ej kom in på listan eller att den inte släpptes i det landet. |                                  |   |              |           |

## Priser, nomineringer och utmärkelser
| År   | Pris                   | Kategori                               | Nominerat verk                 | Resultat  |
| ---- | ---------------------- | -------------------------------------- | ------------------------------ | --------- |
| 2009 | MTV Europe Music Award | Best Danish Act                        |                                | Tilldelad |
| 2010 | P3 Guld (danskt)       | P3 Lytterhittet                        | "Kun for mig"                  |           |
| 2010 | Zulu Award             | Årets danska album                     | Velkommen til Medina           |           |
| 2010 | Zulu Award             | Årets danska hit                       | "Kun for mig"                  |           |
| 2010 | Zulu Award             | Årets danska sångerska                 |                                | Tilldelad |
| 2010 | Club Award             | Årets hit                              | "Velkommen til Medina"         |           |
| 2010 | Club Award             | Årets artist                           |                                | Tilldelad |
| 2010 | Club Award             | Årets album                            | Velkommen til Medina           |           |
| 2010 | Danish DeeJay Award    | Årets danska artist                    |                                | Tilldelad |
| 2010 | Danish DeeJay Award    | Årets danskspråkiga hit                | "Kun for mig" (feat. Burhan G) |           |
| 2010 | Danish DeeJay Award    | Dancechart.dk-Prisen                   | "Velkommen til Medina"         |           |
| 2010 | Danish DeeJay Award    | Dancechart.dk-Prisen                   | "Kun for mig" (feat. Burhan G) |           |
| 2010 | Danish DeeJay Award    | Årets danska album                     | Velkommen til Medina           | Tilldelad |
| 2010 | Danish DeeJay Award    | Årets danska DeeJay-favorit            | "Velkommen til Medina"         | Tilldelad |
| 2010 | Danish Music Award     | Årets danska album                     | Velkommen til Medina           | Tilldelad |
| 2010 | Danish Music Award     | Årets danska kvinnliga konstnär        |                                | Tilldelad |
| 2010 | Danish Music Award     | Årets nya danska namn                  |                                | Tilldelad |
| 2010 | Danish Music Award     | Årets danska sångskrivare              | Velkommen til Medina           | Tilldelad |
| 2010 | Danish Music Award     | Årets danska hit                       | "Vi to"                        | Tilldelad |
| 2010 | Gaffa-priset           | Årets danska kvinnliga konstnär        |                                | Tilldelad |
| 2010 | Gaffa-priset           | Årets danska poputgivning              | Welcome to Medina              | Tilldelad |
| 2010 | P3 Guld (danskt)       | P3 Lytterhittet                        | "Mest ondt" (med Burhan G)     |           |
| 2010 | P3 Guld (danskt)       | P3 Lytterhittet                        | "Vi to"                        |           |
| 2010 | MTV Europe Music Award | Best Danish Act                        |                                |           |
| 2011 | Danish DeeJay Award    | Årets danska artist                    |                                |           |
| 2011 | Danish DeeJay Award    | Chili-priset (Årets danskspråkiga hit) | "Ensom"                        |           |
| 2011 | Zulu Award             | Årets danska hit                       | "Addiction"                    |           |
| 2011 | Zulu Award             | Årets danska sångerska                 |                                | Tilldelad |
| 2011 | The Voice              | The Voice-priset                       |                                | Tilldelad |
| 2011 | MTV Europe Music Award | Best Danish Act                        |                                | Tilldelad |
| 2011 | Danish Music Award     | Årets danska hit                       | "Addiction"                    |           |
| 2011 | Danish Music Award     | Årets danska musikvideo                | "For altid"                    |           |
| 2011 | Gaffa-priset           | Årets danska album                     | For altid                      |           |
| 2011 | Gaffa-priset           | Årets danska kvinnliga konstnär        | For altid                      |           |
| 2011 | Gaffa-priset           | Årets danska hit                       | "For altid"                    |           |
| 2011 | Gaffa-priset           | Årets danska musikvideo                | "For altid"                    |           |
| 2011 | Gaffa-priset           | Årets danska poputgivning              | For altid                      |           |
| 2012 | Zulu Award             | Årets danska kvinnliga konstnär        |                                | Tilldelad |
| 2012 | Zulu Award             | Årets danska hit                       | "Kl. 10"                       |           |
| 2012 | Danish DeeJay Award    | Årets danska artist                    |                                | Tilldelad |
| 2012 | Danish DeeJay Award    | Årets danska album                     | For altid                      | Tilldelad |
| 2012 | Danish DeeJay Award    | The Voice-Clubbing-Priset              | "Addiction"                    |           |
| 2012 | Danish DeeJay Award    | Dancechart.dk-Priset                   | "Addiction"                    |           |
| 2012 | MTV Europe Music Award | Best Danish Act                        |                                | Tilldelad |
| 2012 | Danish Music Award     | Årets danska kvinnliga konstnär        |                                |           |
| 2012 | Danish Music Award     | Årets danska hit                       | "Kl. 10"                       |           |
| 2012 | Danish Music Award     | Årets publikpris                       |                                |           |